# Paraguay op het wereldkampioenschap voetbal 2010
Paraguay was een van de deelnemende landen aan het wereldkampioenschap voetbal 2010 in Zuid-Afrika. Het land nam voor de achtste keer in de geschiedenis deel aan de WK-eindronde. De laatste deelname was in 2006. Paraguay kwalificeerde zich als een van de vijf Zuid-Amerikaanse landen.

## Oefeninterlands
Paraguay speelde vijf oefeninterlands in de aanloop naar het WK voetbal in Zuid-Afrika.

|                                                   |                          |       |                        | |
| 1 april 2010 Vriendschappelijk «onderlinge duels» | Paraguay                 | 1 – 1 | Zuid-Afrika            | Estadio Defensores del Chaco, Asunción Toeschouwers: onbekend Scheidsrechter: Paulo Oliveira (BRA) |
| 1 april 2010 Vriendschappelijk «onderlinge duels» | Marcelo Estigarribia 38' |       | 71' Siphiwe Tshabalala | Estadio Defensores del Chaco, Asunción Toeschouwers: onbekend Scheidsrechter: Paulo Oliveira (BRA) |

|                                                            |                             |       |             |                                                                                               |
| 15 mei 2010 Vriendschappelijk «onderlinge duels» 17:00 uur | Paraguay                    | 1 – 0 | Noord-Korea | Centre Sportif de Colovray, Nyon Toeschouwers: onbekend Scheidsrechter: Carlo Bertolini (SUI) |
| 15 mei 2010 Vriendschappelijk «onderlinge duels» 17:00 uur | Roque Santa Cruz 85' (pen.) |       |             | Centre Sportif de Colovray, Nyon Toeschouwers: onbekend Scheidsrechter: Carlo Bertolini (SUI) |

|                                                            |                                  |       |                   |                                                                                  |
| 25 mei 2010 Vriendschappelijk «onderlinge duels» 20:45 uur | Ierland                          | 2 – 1 | Paraguay          | RDS Stadium, Dublin Toeschouwers: 16.722 Scheidsrechter: Jérôme Laperrière (SUI) |
| 25 mei 2010 Vriendschappelijk «onderlinge duels» 20:45 uur | Kevin Doyle 7' Liam Lawrence 39' |       | 57' Lucas Barrios | RDS Stadium, Dublin Toeschouwers: 16.722 Scheidsrechter: Jérôme Laperrière (SUI) |

|                                                            |                                        |       |                                        |                                                                                                  |
| 30 mei 2010 Vriendschappelijk «onderlinge duels» 17:00 uur | Paraguay                               | 2 – 2 | Ivoorkust                              | Stade Joseph-Monyat, Thonon-les-Bains Toeschouwers: onbekend Scheidsrechter: Wilfried Bien (FRA) |
| 30 mei 2010 Vriendschappelijk «onderlinge duels» 17:00 uur | Lucas Barrios 75' Aureliano Torres 90' |       | 53' Didier Drogba 73' Souleymane Bamba | Stade Joseph-Monyat, Thonon-les-Bains Toeschouwers: onbekend Scheidsrechter: Wilfried Bien (FRA) |

|                                                            |             |                                   |          |                                                                                               |
| 2 juni 2010 Vriendschappelijk «onderlinge duels» 20:45 uur | Griekenland | 0 – 2                             | Paraguay | Stadion Schützenwiese, Winterthur Toeschouwers: 5.200 Scheidsrechter: Claudio Circhetta (SUI) |
| 2 juni 2010 Vriendschappelijk «onderlinge duels» 20:45 uur |             | 9' Enrique Vera 25' Lucas Barrios |          | Stadion Schützenwiese, Winterthur Toeschouwers: 5.200 Scheidsrechter: Claudio Circhetta (SUI) |

## WK-selectie
Op 31 mei 2010 maakte bondscoach Gerardo Martino zijn WK-selectie bekend.

| Nummer / Naam | Nummer / Naam       | Club                      | Caps    | Geboortedatum | Duels | Goal | Kreeg geel | Kreeg voor de tweede keer geel en dus rood | Weggestuurd |
| Doel          | Doel                | Doel                      | Doel    | Doel          | Doel  | Doel | Doel       | Doel                                       | Doel        |
| ------------- | ------------------- | ------------------------- | ------- | ------------- | ----- | ---- | ---------- | ------------------------------------------ | ----------- |
| 1             | Justo Villar        | Real Valladolid           | 71 (0)  | 30.06.1977    | 5     | 0    | 0          | 0                                          | 0           |
| 12            | Diego Barreto       | Cerro Porteño             | 2 (0)   | 16.07.1981    | 0     | 0    | 0          | 0                                          | 0           |
| 22            | Aldo Bobadilla      | Independiente             | 18 (0)  | 20.04.1976    | 0     | 0    | 0          | 0                                          | 0           |
| Verdediging   |                     |                           |         |               |       |      |            |                                            |             |
| 2             | Darío Verón         | Pumas UNAM                | 27 (0)  | 26.06.1979    | 1     | 0    | 0          | 0                                          | 0           |
| 3             | Claudio Morel       | CA Boca Juniors           | 25 (0)  | 02.02.1978    | 5     | 0    | 1          | 0                                          | 0           |
| 4             | Denis Caniza        | Club León                 | 95 (1)  | 29.08.1974    | 1     | 0    | 0          | 0                                          | 0           |
| 5             | Julio César Cáceres | Atlético Mineiro          | 59 (2)  | 05.10.1979    | 2     | 0    | 1          | 0                                          | 0           |
| 6             | Carlos Bonet        | Club Olimpia              | 29 (1)  | 02.10.1977    | 3     | 0    | 0          | 0                                          | 0           |
| 14            | Paulo da Silva      | Sunderland AFC            | 67 (2)  | 01.02.1980    | 5     | 0    | 0          | 0                                          | 0           |
| 17            | Aureliano Torres    | CA San Lorenzo de Almagro | 25 (1)  | 16.06.1982    | 2     | 0    | 0          | 0                                          | 0           |
| 21            | Antolín Alcaraz     | Wigan Athletic FC         | 5 (0)   | 30.07.1982    | 4     | 1    | 1          | 0                                          | 0           |
| Middenveld    |                     |                           |         |               |       |      |            |                                            |             |
| 8             | Édgar Barreto       | Atalanta Bergamo          | 47 (2)  | 15.07.1984    | 3     | 0    | 0          | 0                                          | 0           |
| 11            | Jonathan Santana    | VfL Wolfsburg             | 21 (0)  | 19.10.1981    | 2     | 0    | 1          | 0                                          | 0           |
| 13            | Enrique Vera        | Club América              | 25 (2)  | 10.03.1979    | 5     | 1    | 1          | 0                                          | 0           |
| 15            | Víctor Cáceres      | Club Libertad             | 25 (0)  | 25.03.1985    | 3     | 0    | 2          | 0                                          | 0           |
| 16            | Cristian Riveros    | Cruz Azul                 | 45 (8)  | 16.10.1982    | 5     | 1    | 1          | 0                                          | 0           |
| 20            | Néstor Ortigoza     | Argentinos Juniors        | 3 (0)   | 07.04.1984    | 1     | 0    | 0          | 0                                          | 0           |
| Aanval        |                     |                           |         |               |       |      |            |                                            |             |
| 7             | Óscar Cardozo       | SL Benfica                | 29 (4)  | 20.05.1983    | 5     | 0    | 0          | 0                                          | 0           |
| 9             | Roque Santa Cruz    | Manchester City FC        | 68 (21) | 16.08.1981    | 5     | 0    | 1          | 0                                          | 0           |
| 10            | Édgar Benítez       | CF Pachuca                | 12 (1)  | 08.11.1987    | 2     | 0    | 0          | 0                                          | 0           |
| 18            | Nelson Valdez       | Borussia Dortmund         | 42 (8)  | 28.11.1983    | 5     | 0    | 0          | 0                                          | 0           |
| 19            | Lucas Barrios       | Borussia Dortmund         | 3 (3)   | 13.11.1984    | 5     | 0    | 0          | 0                                          | 0           |
| 23            | Rodolfo Gamarra     | Club Libertad             | 2 (0)   | 10.12.1988    | 0     | 0    | 0          | 0                                          | 0           |
| Bondscoach    |                     |                           |         |               |       |      |            |                                            |             |
|               | Gerardo Martino     |                           |         | 20.11.1962    |       |      |            |                                            |             |

## WK-wedstrijden

### Groep F
|                                           |                      |                  |                     |                                                                                  |
| 14 juni 2010 «onderlinge duels» 20:30 uur | Italië               | 1 – 1            | Paraguay            | Groenpuntstadion, Kaapstad Toeschouwers: 62.869 Scheidsrechter: Benito Archundia |
| 14 juni 2010 «onderlinge duels» 20:30 uur | Daniele De Rossi 63' | Wedstrijdverslag | 39' Antolín Alcaraz | Groenpuntstadion, Kaapstad Toeschouwers: 62.869 Scheidsrechter: Benito Archundia |

|                                           |           |                  |                                       |                                                                                 |
| 20 juni 2010 «onderlinge duels» 13:30 uur | Slowakije | 0 – 2            | Paraguay                              | Vrystaatstadion, Bloemfontein Toeschouwers: 26.643 Scheidsrechter: Eddy Maillet |
| 20 juni 2010 «onderlinge duels» 13:30 uur |           | Wedstrijdverslag | 27' Enrique Vera 86' Cristian Riveros | Vrystaatstadion, Bloemfontein Toeschouwers: 26.643 Scheidsrechter: Eddy Maillet |

|                                           |                  |       |               |                                                                                       |
| 24 juni 2010 «onderlinge duels» 16:00 uur | Paraguay         | 0 – 0 | Nieuw-Zeeland | Peter Mokaba Stadion, Polokwane Toeschouwers: 34.850 Scheidsrechter: Yuichi Nishimura |
| 24 juni 2010 «onderlinge duels» 16:00 uur | Wedstrijdverslag |       |               | Peter Mokaba Stadion, Polokwane Toeschouwers: 34.850 Scheidsrechter: Yuichi Nishimura |

### Eindstand
| Land          | Wed | Win | Gel | Ver | DV | DT | +/- | Pnt |
| ------------- | --- | --- | --- | --- | -- | -- | --- | --- |
| Paraguay      | 3   | 1   | 2   | 0   | 3  | 1  | 2   | 5   |
| Slowakije     | 3   | 1   | 1   | 1   | 4  | 5  | -1  | 4   |
| Nieuw-Zeeland | 3   | 0   | 3   | 0   | 2  | 2  | 0   | 3   |
| Italië        | 3   | 0   | 2   | 1   | 4  | 5  | -1  | 2   |

### Achtste finale
|                                           |                                                                          |       |                                                         |                                                                                           |
| 29 juni 2010 «onderlinge duels» 16:00 uur | Paraguay                                                                 | 0 – 0 | Japan                                                   | Loftus Versfeld Stadion, Pretoria Toeschouwers: 36.742 Scheidsrechter: Frank De Bleeckere |
| 29 juni 2010 «onderlinge duels» 16:00 uur | Wedstrijdverslag                                                         |       |                                                         | Loftus Versfeld Stadion, Pretoria Toeschouwers: 36.742 Scheidsrechter: Frank De Bleeckere |
| 29 juni 2010 «onderlinge duels» 16:00 uur | Strafschoppen                                                            |       |                                                         | Loftus Versfeld Stadion, Pretoria Toeschouwers: 36.742 Scheidsrechter: Frank De Bleeckere |
| 29 juni 2010 «onderlinge duels» 16:00 uur | Édgar Barreto Lucas Barrios Cristian Riveros Nelson Valdez Óscar Cardozo | 5 – 4 | Yasuhito Endo Makoto Hasebe Yuichi Komano Keisuke Honda | Loftus Versfeld Stadion, Pretoria Toeschouwers: 36.742 Scheidsrechter: Frank De Bleeckere |

### Kwartfinale
|                                          |          |                  |                 |                                                                            |
| 3 juli 2010 «onderlinge duels» 20:30 uur | Paraguay | 0 – 1            | Spanje          | Ellispark, Johannesburg Toeschouwers: 55.359 Scheidsrechter: Carlos Batres |
| 3 juli 2010 «onderlinge duels» 20:30 uur |          | Wedstrijdverslag | 83' David Villa | Ellispark, Johannesburg Toeschouwers: 55.359 Scheidsrechter: Carlos Batres |

APF · A-internationals · Selecties · Bondscoaches · Paraguayaans vrouwenelftal · Paraguay U21 · Paraguay U20 · Paraguay U19 · Paraguay U18 · Paraguay U17
1919 – 1929 · 
1930 – 1939 · 
1940 – 1949 · 
1950 – 1959 · 
1960 – 1969 · 
1970 – 1979 · 
1980 – 1989 · 
1990 – 1999 · 
2000 – 2009 · 
2010 – 2019 ·
2020 − 2029
WK 1930 · 
WK 1950 · 
WK 1958 · 
WK 1986 · 
WK 1998 · 
WK 2002 · 
WK 2006 · 
WK 2010
OS 1992 · 
OS 2004
1919 · 
1920 · 
1921 · 
1922 · 
1923 · 
1924 · 
1925 · 
1926 · 
1927 · 
1928 · 
1929 · 
1930 · 
1931 · 
1932–1936 · 
1937 · 
1938 · 
1939 · 
1940 · 
1941 · 
1942 · 
1943 · 
1944 · 
1945 · 
1946 · 
1947 · 
1948 · 
1949 · 
1950 · 
1951–1952 · 
1953 · 
1954 · 
1955 · 
1956 · 
1957 · 
1958 · 
1959 · 
1960 · 
1961 · 
1962 · 
1963 · 
1964 · 
1965 · 
1966 · 
1967 · 
1968 · 
1969 · 
1970 · 
1971 · 
1972 · 
1973 · 
1974 · 
1975 · 
1976 · 
1977 · 
1978 · 
1979 · 
1980 · 
1981 · 
1982 · 
1983 · 
1984 · 
1985 · 
1986 · 
1987 · 
1988 · 
1989 · 
1990 · 
1991 · 
1992 · 
1993 · 
1994 · 
1995 · 
1996 · 
1997 · 
1998 · 
1999 · 
2000 · 
2001 · 
2002 · 
2003 · 
2004 · 
2005 · 
2006 · 
2007 · 
2008 · 
2009 · 
2010 · 
2011 · 
2012 · 
2013 · 
2014 · 
2015 · 
2016 ·
2017 ·
2018 ·
2019 ·
2020 ·
2021 ·
2022
Argentinië ·
Armenië ·
Australië ·
Bahrein ·
België ·
Bolivia ·
Bosnië en Herzegovina · 
Brazilië ·
Bulgarije ·
Canada ·
Chili ·
China ·
Colombia ·
Costa Rica ·
Denemarken ·
Duitsland ·
Ecuador ·
El Salvador ·
Engeland ·
Frankrijk ·
Georgië ·
Griekenland ·
Guadeloupe ·
Guatemala ·
Honduras ·
Hongarije ·
Hongkong ·
Ierland ·
Indonesië ·
Irak ·
Iran ·
Italië ·
Ivoorkust ·
Jamaica ·
Japan ·
Joegoslavië ·
Jordanië ·
Kameroen ·
Marokko ·
Mexico ·
Nederland ·
Nicaragua ·
Nieuw-Zeeland ·
Nigeria ·
Noord-Korea ·
Noord-Macedonië ·
Noorwegen ·
Oman ·
Oostenrijk ·
Panama ·
Peru ·
Polen ·
Portugal ·
Qatar ·
Roemenië ·
Saoedi-Arabië ·
Schotland ·
Servië ·
Slovenië ·
Slowakije ·
Spanje ·
Togo ·
Trinidad en Tobago ·
Tsjechië ·
Turkije ·
Uruguay ·
Venezuela ·
Verenigde Arabische Emiraten ·
Verenigde Staten ·
Wales ·
Zuid-Afrika ·
Zuid-Korea ·
Zweden
Engeland (2006) · 
Italië (2010) · 
Slovenië (2002) · 
Spanje (2002) · 
Trinidad en Tobago (2006) · 
Zuid-Afrika (2002) · 
Zweden (2006)